# Самый красивый конь (фильм)
«Самый красивый конь» — советский детский художественный фильм производства Киностудии имени Максима Горького, снят по одноимённой повести Бориса Алмазова.
В фильме снимались лошади московской Школы верховой езды (ШВЕ), в главной роли Конуса снимался конь ахалкетинской породы Гранат.

## Сюжет
Действие фильма происходит в Ленинграде. Двоечник Игорь Пономарев по кличке «Панама» начинает увлекаться конным спортом и получает уроки мастерства у пожилого жокея Дениса Платоновича. Его новый друг — конь по кличке Конус — меняет всю жизнь мальчика.

## В ролях
- Олег Жаков — Денис Платонович
- Саша Симакин — Игорь Пономарёв (Панама)
- Люда Дьяконова — Юля Фомина
- Евгений Жариков — Борис Степанович
- Леонид Куравлёв — отец Игоря
- Артём Карапетян
- Алексей Смирнов
- Лариса Лужина — мать Игоря
- Николай Дупак

## Съёмочная группа
- Режиссер — Степан Пучинян
- Сценарист — Вячеслав Наумов
- Оператор — Сергей Филиппов
- Композитор — Андрей Геворгян
- Художник — Александр Вагичев

## Рецензии
- Щекочихин Ю. «Счастье это когда тебя понимают». Искусство кино, 1978, № 1, с. 33—42
- Ибрагимбеков Р. «По прозвищу „Панама“». Лит. газ. 1978. 25 января.